# 강도감소계수
강도감소계수(強度減少係數, strength reduction factor, {\displaystyle \phi })는 건설 등 재료의 공칭 강도와 실제 강도 사이에 어쩔 수 없이 생기는 차이나 제작 및 시공상의 불확실성 등을 고려하여 부재를 보강하는 안전 계수이다. 철근-콘크리트에서 인장강도를 무시하는 휨강도의 {\displaystyle \phi }는 철근의 탄성 계수(modulus of elasticity) {\displaystyle E_{s}}와 함께 항복강도 {\displaystyle f_{y}}와 밀접한 연관을 갖는다.. 

## 철근 콘크리트 구조에서 강도감소계수

### 철근 항복강도 400MPa인 경우

#### 인장부 최외단 철근의 순인장변형률과 중립축 깊이
|                               |
| 예시 : SD400 철근 또는 PS강재 |

강도설계법에서 강도감소계수는 최외단 인장철근의 순인장변형률을 통해 결정한다. 최외단 인장철근의 순인장변형률 εt는 압축연단에서 최외단 인장철근까지 깊이(d)에서 압축연단에서 중립축까지 거리(c)를 뺀 인장부의 깊이(d-c)와  압축연단에서 중립축까지 거리(c)의 비에 압축연단 콘크리트의 가정된 극한변형률 0.003과 최외단 인장철근의 순인장변형률 εt의 비를 동등하게 놓으면 이를 얻을수있다.
{\displaystyle ({d-c}):c=\epsilon _{t}:0.0033}
따라서
{\displaystyle c\cdot \epsilon _{t}=({d-c})0.0033}
{\displaystyle \epsilon _{t}={{d-c} \over {c}}\times 0.0033}

#### 지배단면 별 강도감소계수
한편 콘크리트 구조기준의 해석과 설계원칙에 따라 압축지배단면(compression-controlled section)의 강도감소계수 {\displaystyle \phi }는 아래와 같이 정의한다.
| 사용 철근 종류 | 강도감소계수 |
| 나선철근       | 0.70         |
| 기타 철근      | 0.65         |

한편 등가직사각형 응력블록의 깊이(a)는 다음과 같다.
{\displaystyle a=\beta _{1}\times c}
β1은 등가직사각형 응력블록과 관계된 계수로, 콘크리트 설계기준 압축강도에 따라 결정된다.
{\displaystyle \beta _{1}={\begin{cases}0.85-(f_{ck}-28)\times 0.007\geq 0.65&(f_{ck}>28MPa)\\0.85&(f_{ck}\leq 28MPa)\end{cases}}}
변화구간 단면의 강도감소계수는 압축지배단면일 때, 그리고 인장지배단면일 때 강도감소계수 값을 선형보간하여 계산한다.
{\displaystyle \phi =\phi _{c}+\left({{\epsilon _{t}-0.002} \over {0.003}}\right)\left(0.85-\phi _{c}\right)}
- {\displaystyle \phi _{c}} : 압축지배단면에서 강도감소계수

### 철근 항복강도가 400MPa이 아닌 경우
압축지배 변형률 한계, 인장지배 변형률 한계값이 변화한다.
| 철근 종류   | 압축지배 변형률 한계 | 최소허용변형률 εmin | 인장지배 변형률 한계 |
| ----------- | -------------------- | ------------------- | -------------------- |
| SD 400 이하 | εy                   | 0.004               | 0.005                |
| SD 400 초과 | εy                   | 2.0εy               | 2.5εy                |
| PS 강재     | 0.002                | -                   | 0.005                |

εy는 철근의 항복변형률이며, 후크의 법칙을 적용하여 계산한다.
{\displaystyle \epsilon _{y}={\frac {f_{y}}{E_{s}}}}
변화구간 단면의 강도감소계수는 마찬가지로 압축지배단면일 때, 그리고 인장지배단면일 때 강도감소계수 값을 선형보간하여 계산한다.

## 강도감소계수 정리 표
| 부재 단면 또는 하중(단면력 종류)                                                             | 부재 단면 또는 하중(단면력 종류)                                                             | 강도 감소 계수 Φ                                                                                   |
| -------------------------------------------------------------------------------------------- | -------------------------------------------------------------------------------------------- | -------------------------------------------------------------------------------------------------- |
| 인장 지배 단면(휨부재)                                                                       | 인장 지배 단면(휨부재)                                                                       | 0.85                                                                                               |
| 압축지배단면                                                                                 | 나선 철근 부재                                                                               | 0.70                                                                                               |
| 압축지배단면                                                                                 | 그 외                                                                                        | 0.65                                                                                               |
| 공칭강도에서 최외단 인장 철근의 순인장 변형률 εt가 압축지배와 인장지배 단면 사이에 있을 경우 | 공칭강도에서 최외단 인장 철근의 순인장 변형률 εt가 압축지배와 인장지배 단면 사이에 있을 경우 | εt가 압축지배변형률 한계에서 0.005로 증가함에 따라 Φ값을 압축지배 단면에 대한 값에서 0.85까지 증가 |
| 전단력과 비틀림 모멘트                                                                       | 전단력과 비틀림 모멘트                                                                       | 0.75                                                                                               |
| 콘크리트의 지압력 (포스트텐션 정착부, 스트럿-타이 모델은 제외)                               | 콘크리트의 지압력 (포스트텐션 정착부, 스트럿-타이 모델은 제외)                               | 0.65                                                                                               |
| 포스트텐션 정착구역                                                                          | 포스트텐션 정착구역                                                                          | 0.85                                                                                               |
| 스트럿-타이 모델                                                                             | 스트럿, 절점부 및 지압부                                                                     | 0.75                                                                                               |
| 스트럿-타이 모델                                                                             | 타이                                                                                         | 0.85                                                                                               |
| 긴장재 묻힘 길이가 정착길이보다 작은 프리텐션 부재의 휨단면                                  | 부재 단부에서 절단 길이 단부까지                                                             | 0.75                                                                                               |
| 긴장재 묻힘 길이가 정착길이보다 작은 프리텐션 부재의 휨단면                                  | 절단 길이 단부에서 정착 길이 단부 사이                                                       | 0.75에서 0.85까지 선형 증가                                                                        |
| 무근 콘크리트의 휨모멘트, 압축력, 전단력, 지압력                                             | 무근 콘크리트의 휨모멘트, 압축력, 전단력, 지압력                                             | 0.55                                                                                               |

## 같이 보기
- 응력-변형도 곡선
- 철근-콘크리트 공학
- 휨 모멘트